# Saccharomycopsis fibuligera
Saccharomycopsis fibuligera är en svampart som först beskrevs av Lindner, och fick sitt nu gällande namn av Klöcker 1924. Saccharomycopsis fibuligera ingår i släktet Saccharomycopsis och familjen Saccharomycopsidaceae.   Inga underarter finns listade i Catalogue of Life.